# Kapatagan (Lanao del Sur)
Kapatagan ist eine philippinische Stadtgemeinde in der Provinz Lanao del Sur. Sie hat 15.521 Einwohner (Zensus 1. August 2015).

## Baranggays
Kapatagan ist politisch in 15 Baranggays unterteilt.
- Bakikis
- Barao
- Bongabong
- Daguan
- Inudaran
- Kabaniakawan
- Kapatagan
- Lusain
- Matimos
- Minimao
- Pinantao
- Salaman
- Sigayan
- Tabuan
- Upper Igabay